# S2 (ster)

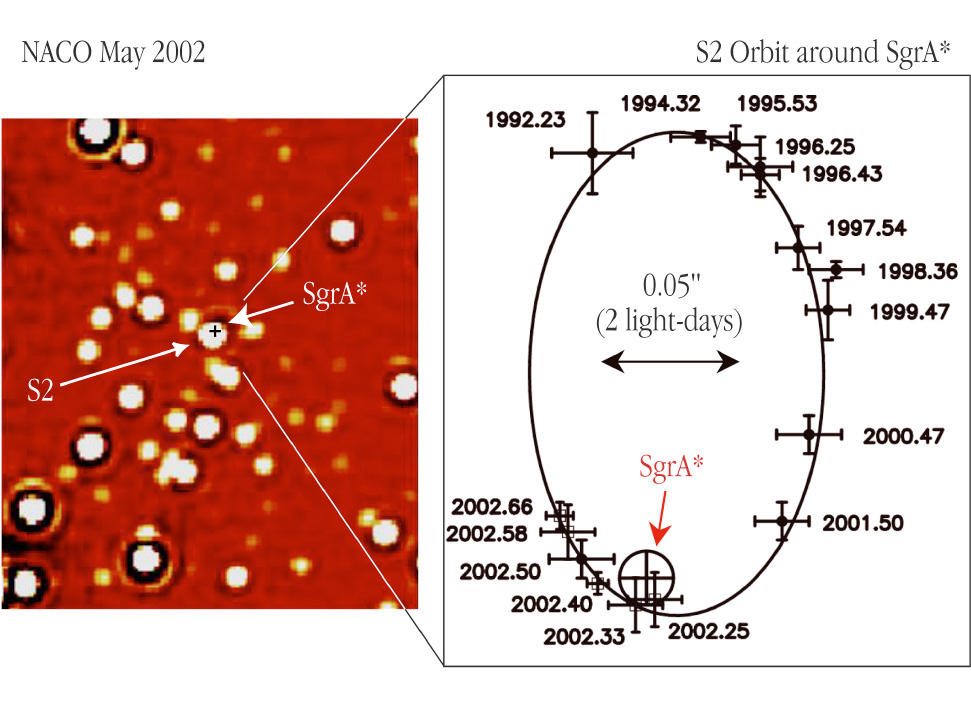
Nsbij-infraroodopname bij 2.1 µm van een gebied van 2x2 boogseconden met S2 en Sgr A*

S2 (S0-2) is een van de sterren die zich het dichtst bij het galactisch centrum bevindt. De ster had in 2018 een snelheid van 7650 kilometer per seconde in het periapsis van de baan rond het zwarte gat Sagittarius A*. De omlooptijd is 16,0518 jaar en S2 benadert SgrA* tot op 17 lichtuur. In 2012 werd ontdekt dat de ster S0-102 een nog kortere omlooptijd heeft (11,5 jaar). 